# Nekrolog 1. Quartal 1923
Nekrolog
◄◄
| ◄
| 1919
| 1920
| 1921
| 1922
| 1923 | 1924 | 1925 | 1926 | 1927 | ► | ►►
1. Quartal |
2. Quartal |
3. Quartal |
4. Quartal 1923
Weitere Ereignisse | Allgemeiner Nekrolog 1923
Die Beschreibung der verstorbenen Person sollte so kurz wie möglich gehalten sein und nur deren signifikante Tätigkeit(en) enthalten.
Neue Namen ggf. auch unter dem Geburts- und Sterbedatum, also etwa unter 1. Januar und im Geburts- und Sterbejahr (2024) eintragen (nur bei entsprechender großer Wichtigkeit). Für Beispiele siehe die schon vorhandenen Artikel.
Außerdem über die fünf zuletzt Verstorbenen, zu denen es einen ausreichend guten Artikel für eine Präsentation auf der Hauptseite gibt, nach der todesbedingten Überarbeitung der Artikel ggf. auch unter Wikipedia Diskussion:Hauptseite informieren und sie am besten auch in den anderen Wikipedia-Sprachversionen eintragen. Tipp: Regelmäßig bei news.google.de nach „ist tot“, „gestorben“ oder „verstorben“ suchen.
Wenn eine Person gestorben ist, gibt es viele Seiten zu dieser Person in der Wikipedia, die davon auch betroffen sind und entsprechend aktualisiert werden müssen. Beispiele: Namenübersichtsseite, Geburtsjahr, Geburtsort-Seiten und viele mehr.
Wie finde ich die betroffenen Seiten?
Im Suchfeld auf der linken Seite gibt man den Suchbegriff so ein: „Vorname Nachname“. Dann klickt man auf Volltext und alle Seiten mit entsprechendem Suchtext werden aufgerufen. Hier sieht man dann schnell, wo auch das Todesjahr Sinn macht oder sogar ein Teil des Artikels angepasst werden muss. Auch hilft das „Werkzeug“ auf der linken Seite sehr gut, um solche Seiten aufzufinden: „Links auf diese Seite“. Somit ist die Wikipedia wieder aktuell in allen Bereichen! Hinweis: bei Eintragung der Kategorie „Gestorben JAHR“ wird der Missbrauchsfilter 49 ausgelöst, was jedoch nicht schlimm ist. Siehe: Spezial:Missbrauchsfilter/49
Dies ist eine Liste von im ersten Quartal 1923 verstorbenen bekannten Persönlichkeiten. Die Einträge erfolgen innerhalb der einzelnen Daten alphabetisch sortiert. Tiere sind im Nekrolog für Tiere zu finden.

## Januar
| Tag        | Name                                      | Beruf, bekannt als                                                                                       | Alter | Beleg |
| ---------- | ----------------------------------------- | --- | ----- | ----- |
| 1. Januar  | Axel Esbensen                             | dänischer Filmarchitekt                                                                                  |       |       |
| 1. Januar  | Willie Keeler                             | US-amerikanischer Baseballspieler in der Major League Baseball                                           | 50    |       |
| 2. Januar  | Hedwig Blesi                              | Schweizer Erzieherin und Mundartschriftstellerin                                                         | 53    |       |
| 2. Januar  | Alfred Luckhaus                           | deutscher Verwaltungsbeamter                                                                             | 51    |       |
| 2. Januar  | Paul Passarge                             | deutscher Schauspieler und Regisseur                                                                     | 71    |       |
| 2. Januar  | Ferdinand Matthias Zerlacher              | österreichischer Maler und Zeichner                                                                      | 45    |       |
| 3. Januar  | Friedrich Carl zu Castell-Castell         | deutscher Adliger                                                                                        | 58    |       |
| 3. Januar  | Robert B. Gordon                          | US-amerikanischer Politiker                                                                              | 67    |       |
| 3. Januar  | Jaroslav Hašek                            | tschechischer Schriftsteller, Autor von Der brave Soldat Schwejk                                         | 39    |       |
| 3. Januar  | Karl Kleye                                | deutscher Landwirt und Politiker (NLP), MdR                                                              | 68    |       |
| 3. Januar  | Georg Lunge                               | deutscher Chemiker                                                                                       | 83    |       |
| 4. Januar  | Anders Andersen-Lundby                    | dänischer Kunstmaler                                                                                     | 81    |       |
| 4. Januar  | Hugo Hesse                                | deutscher Naturwissenschaftler                                                                           | 67    |       |
| 4. Januar  | Thomas Jefferson Hudson                   | US-amerikanischer Politiker                                                                              | 83    |       |
| 5. Januar  | Adam Müller-Guttenbrunn                   | österreichischer Schriftsteller und Kulturpolitiker, Abgeordneter zum Nationalrat                        | 70    |       |
| 5. Januar  | Emma Planck                               | deutsche Malerin und Fotografin                                                                          | 85    |       |
| 5. Januar  | Anton Rasina                              | deutscher Verwaltungsbeamter                                                                             | 79    |       |
| 5. Januar  | Heinrich Rattermann                       | deutsch-amerikanischer Historiker, Autor, Herausgeber und Versicherungsunternehmer                       | 90    |       |
| 5. Januar  | Otto von der Schulenburg                  | preußischer Generalmajor                                                                                 | 88    |       |
| 5. Januar  | Walter von Specht                         | schaumburg-lippischer Kammerherr, preußischer Generalmajor                                               | 67    |       |
| 5. Januar  | Emanuel Wirth                             | deutscher Violinist                                                                                      | 80    |       |
| 6. Januar  | Carl Brun                                 | Schweizer Kunsthistoriker                                                                                | 71    |       |
| 6. Januar  | Adele Esinger                             | österreichische Malerin und Schauspielerin                                                               | 78    |       |
| 7. Januar  | Erich Barkow                              | deutscher Meteorologe und Polarforscher                                                                  | 40    |       |
| 7. Januar  | Eugen Calman                              | Landtagsabgeordneter Großherzogtum Hessen                                                                | 61    |       |
| 7. Januar  | Jiří Haussmann                            | tschechischer Schriftsteller und Dichter                                                                 | 24    |       |
| 7. Januar  | Hans von Pindo                            | österreichischer Theaterschauspieler und Theaterregisseur                                                | 71    |       |
| 7. Januar  | Karl Thoma-Höfele                         | Schweizer Stilllebenmaler                                                                                | 56    |       |
| 7. Januar  | Ludwig Waigand                            | deutscher Politiker (SPD, MSPD), MdBB, MdR                                                               | 56    |       |
| 8. Januar  | Max Abbas                                 | deutscher Bibliothekar und Flötist                                                                       | 78    |       |
| 8. Januar  | Hendricus Gerardus van de Sande Bakhuyzen | niederländischer Astronom                                                                                | 84    |       |
| 8. Januar  | Shimamura Hayao                           | japanischer Großadmiral                                                                                  | 64    |       |
| 9. Januar  | Frederick Bywaters                        | hingerichteter Mörder im Vereinigten Königreich                                                          | 20    |       |
| 9. Januar  | Joseph-Antoine Fabre                      | französischer Geistlicher, Bischof und Erzbischof von Marseille                                          | 78    |       |
| 9. Januar  | Katherine Mansfield                       | neuseeländisch-britische Schriftstellerin                                                                | 34    |       |
| 9. Januar  | Wladimir Dawidowitsch Medem               | russisch-jüdischer Gewerkschafter                                                                        | 43    |       |
| 9. Januar  | Lewis P. Ohliger                          | US-amerikanischer Politiker                                                                              | 80    |       |
| 9. Januar  | Edith Thompson                            | britische Staatsbürgerin, hingerichtet wegen Beihilfe zum Mord                                           | 29    |       |
| 10. Januar | Arthur Kinnaird, 11. Lord Kinnaird        | britischer Peer, Bankier und Fußballspieler                                                              | 75    |       |
| 10. Januar | Lon Vest Stephens                         | US-amerikanischer Politiker                                                                              | 64    |       |
| 11. Januar | Thomas Bennett                            | englischer Fußballspieler                                                                                | 31    |       |
| 11. Januar | Michael Gleason                           | US-amerikanischer Ruderer                                                                                | 46    |       |
| 11. Januar | John Bryan Grimes                         | US-amerikanischer Politiker (Demokratische Partei)                                                       | 54    |       |
| 11. Januar | Max Kahane                                | österreichischer Psychoanalytiker                                                                        | 56    |       |
| 11. Januar | Konstantin I.                             | griechischer König                                                                                       | 54    |       |
| 12. Januar | Jan Urban Jarník                          | tschechischer Philologe, Übersetzer und Romanist                                                         | 74    |       |
| 12. Januar | Thyra Sehested                            | dänische Historikerin                                                                                    | 82    |       |
| 12. Januar | Herbert Silberer                          | österreichischer Psychoanalytiker                                                                        | 40    |       |
| 13. Januar | Norman Bailey                             | englischer Fußballspieler                                                                                | 65    |       |
| 13. Januar | Néstor Montoya                            | US-amerikanischer Politiker                                                                              | 60    |       |
| 13. Januar | Johannes Orth                             | deutscher Arzt und Pathologe                                                                             | 75    |       |
| 13. Januar | Aldo Ravà                                 | Historiker und Autor                                                                                     | 43    |       |
| 13. Januar | Alexandre Ribot                           | französischer Politiker                                                                                  | 80    |       |
| 13. Januar | Richard Ulbricht                          | deutscher Erfinder und Hochschullehrer                                                                   | 73    |       |
| 13. Januar | Georg Ziegler                             | deutscher evangelischer Missionar                                                                        | 63    |       |
| 14. Januar | Carl Paul Goerz                           | deutscher Unternehmer                                                                                    | 68    |       |
| 14. Januar | Frederic Harrison                         | englischer Jurist und Historiker                                                                         | 91    |       |
| 14. Januar | Louis-Marcel Richardet                    | Schweizer Sportschütze                                                                                   | 58    |       |
| 14. Januar | Carl Saltzmann                            | deutscher Landschafts- und Marinemaler                                                                   | 75    |       |
| 14. Januar | Richard Weger                             | deutscher Jurist                                                                                         | 74    |       |
| 14. Januar | John Henry Wilson                         | US-amerikanischer Politiker                                                                              | 76    |       |
| 14. Januar | Zübeyde Hanım                             | Mutter des Gründers der Türkei                                                                           |       |       |
| 15. Januar | Karl von Gareis                           | deutscher Jurist, Fachautor und Politiker (NLP), MdR                                                     | 78    |       |
| 15. Januar | Ernst Bessel Hagen                        | deutscher Physiker                                                                                       | 71    |       |
| 15. Januar | Sara Plummer Lemmon                       | US-amerikanische Botanikerin und Malerin botanischer Illustrationen                                      | 86    |       |
| 16. Januar | Wilhelm Eichhorn                          | deutscher evangelisch-lutherischer Pfarrer und Rektor der Diakonie Neuendettelsau                        | 76    |       |
| 16. Januar | August Hagemeister                        | deutscher Politiker (SPD/USPD/KPD), MdL Bayern                                                           | 43    |       |
| 16. Januar | Franz Kessler                             | deutscher Politiker                                                                                      | 62    |       |
| 16. Januar | Charlotte Mason                           | britische Erziehungs- und Bildungsphilosophin                                                            | 81    |       |
| 17. Januar | Oscar Tietz                               | deutscher Kaufmann, Begründer einer Kaufhauskette                                                        | 64    |       |
| 18. Januar | Alfred Cottin                             | französischer Gitarrist und Komponist                                                                    | 59    |       |
| 18. Januar | Anna Marie Geibelt                        | deutsche Stifterin                                                                                       | 84    |       |
| 18. Januar | Boleslaw Kornelijewitsch Mlodsijewski     | russischer Mathematiker                                                                                  | 64    |       |
| 18. Januar | Petko Momtschilow                         | bulgarisch-österreichischer Architekt                                                                    | 58    |       |
| 18. Januar | Wallace Reid                              | US-amerikanischer Filmschauspieler der Stummfilmära                                                      | 31    |       |
| 20. Januar | Carl Christoph Bernoulli                  | Schweizer Bibliothekar                                                                                   | 61    |       |
| 20. Januar | Pietro Caminada                           | Schweizer Ingenieur                                                                                      | 60    |       |
| 20. Januar | Hugo Hayn                                 | deutscher Bibliograf                                                                                     | 80    |       |
| 20. Januar | Ernst Kuhlo                               | deutscher Elektrotechniker                                                                               | 79    |       |
| 21. Januar | Eugen Bilfinger                           | deutscher Naturheilkundler, Arzt und Schriftsteller                                                      | 76    |       |
| 21. Januar | Iwan Chadschienow                         | bulgarischer Kaufmann                                                                                    |       |       |
| 21. Januar | Ferdinand von Pracher                     | bayerischer Regierungsbeamter, zuletzt Regierungspräsident von Niederbayern                              | 62    |       |
| 22. Januar | Joseph Laurent                            | deutscher Architekt und Aachener Stadtbaumeister                                                         | 69    |       |
| 22. Januar | Max Nordau                                | ungarischer Schriftsteller, Arzt, zionistischer Politiker                                                | 73    |       |
| 22. Januar | Mathias Schmid                            | österreichischer Maler                                                                                   | 87    |       |
| 23. Januar | Sebastian Burkart                         | römisch-katholischer Geistlicher und Schweizer Politiker                                                 | 78    |       |
| 23. Januar | Hermann Hartmann                          | deutscher Arzt                                                                                           | 59    |       |
| 23. Januar | Carl Malchin                              | deutscher Landschaftsmaler und Restaurator                                                               | 84    |       |
| 23. Januar | Joakim Wiktorowitsch Tartakow             | russischer Opernsänger                                                                                   | 62    |       |
| 25. Januar | Amalia Eriksson                           | schwedische Unternehmerin                                                                                | 98    |       |
| 25. Januar | Peter Halm                                | deutscher Grafiker und Hochschullehrer                                                                   | 68    |       |
| 25. Januar | Paul Jacobson                             | deutscher Chemiker                                                                                       | 63    |       |
| 25. Januar | Alfons Petzold                            | österreichischer Schriftsteller                                                                          | 40    |       |
| 25. Januar | Caspar Risse                              | deutscher Landschaftsmaler und Vedutenmaler der Düsseldorfer Schule                                      | 72    |       |
| 25. Januar | Erwin von Seckendorff-Gudent              | württembergischer Politiker                                                                              | 74    |       |
| 26. Januar | George Henry Craig                        | US-amerikanischer Jurist und Politiker                                                                   | 77    |       |
| 26. Januar | Anna von Sprewitz                         | Diakonisse und Stiftungsgründerin                                                                        | 75    |       |
| 27. Januar | Sherman Everett Burroughs                 | US-amerikanischer Politiker                                                                              | 52    |       |
| 27. Januar | Eduard Fuchs                              | deutscher Kaufmann und Politiker (Zentrum), MdR                                                          | 78    |       |
| 28. Januar | Adolf Chelius                             | deutscher Maler                                                                                          | 66    |       |
| 28. Januar | Peter Friedrich Nicolaus Meyer            | deutscher Verwaltungsjurist, oldenburgischer Abgeordneter und Regierungspräsident des Fürstentums Lübeck | 69    |       |
| 29. Januar | Gustav Erdmann                            | deutscher Architekt                                                                                      | 69    |       |
| 29. Januar | Robert Goldschmit                         | deutscher Gymnasiallehrer, Politiker, Historiker und Buchautor                                           | 77    |       |
| 29. Januar | Alva L. Hager                             | US-amerikanischer Politiker                                                                              | 72    |       |
| 29. Januar | Albert Granger Harkness                   | US-amerikanischer Klassischer Philologe                                                                  | 66    |       |
| 29. Januar | Elihu Vedder                              | US-amerikanischer Künstler                                                                               | 86    |       |
| 30. Januar | Franz Brümmer                             | deutscher Pädagoge und Lexikograph                                                                       | 86    |       |
| 30. Januar | Columba Marmion                           | Abt der Abtei Maredsous                                                                                  | 64    |       |
| 30. Januar | Richard Theiler                           | Schweizer Unternehmer                                                                                    |       |       |
| 31. Januar | Carl de Boor                              | deutscher Byzantinist und Bibliothekar                                                                   | 74    |       |
| 31. Januar | William Worth Dickerson                   | US-amerikanischer Politiker                                                                              | 71    |       |
| 31. Januar | Eligiusz Niewiadomski                     | polnischer Maler und Mörder von Gabriel Narutowicz                                                       | 53    |       |
| 31. Januar | Albert Wirth                              | deutscher Maler                                                                                          | 75    |       |
| 31. Januar | Arthur Wolff                              | deutscher Architekt                                                                                      | 47    |       |

## Februar
| Tag         | Name                                  | Beruf, bekannt als                                                                                            | Alter | Beleg |
| ----------- | ------------------------------------- | --- | ----- | ----- |
| 1. Februar  | Nicolas Charton                       | deutscher Gutsbesitzer und Politiker, MdR und Bürgermeister                                                   | 63    |       |
| 1. Februar  | Frédéric Raisin                       | Schweizer Jurist, Politiker und Kunstsammler                                                                  | 71    |       |
| 1. Februar  | Ernst Troeltsch                       | deutscher protestantischer Theologe, Kulturphilosoph und liberaler Politiker                                  | 57    |       |
| 1. Februar  | Aloisius Variara                      | Salesianer und Missionar                                                                                      | 48    |       |
| 2. Februar  | Karl Wilhelm Brandt                   | deutsch-russischer Trompeter und Komponist                                                                    | 53–54 |       |
| 2. Februar  | Walter Caspari                        | deutscher lutherischer Geistlicher und Theologe                                                               | 75    |       |
| 2. Februar  | Robert Leonhardt                      | österreichischer Opernsänger (Bariton)                                                                        |       |       |
| 2. Februar  | Ascan Lutteroth                       | deutscher Landschaftsmaler und Professor                                                                      | 80    |       |
| 2. Februar  | Heinrich von Thelemann                | bayerischer Jurist und Justizminister                                                                         | 71    |       |
| 2. Februar  | Franz Voušek                          | österreichischer Politiker                                                                                    | 72    |       |
| 2. Februar  | Eduard Wehder                         | deutscher Politiker (SPD)                                                                                     | 70    |       |
| 2. Februar  | Albert Werminghoff                    | deutscher Historiker                                                                                          | 53    |       |
| 3. Februar  | ʿAbd al-Hayy al-Hasanī                | indischer islamischer Gelehrter                                                                               | 53    |       |
| 3. Februar  | Philipp Bloch                         | deutscher Historiker und Reformrabbiner                                                                       | 81    |       |
| 3. Februar  | Charles M. Floyd                      | US-amerikanischer Politiker                                                                                   | 61    |       |
| 3. Februar  | Oskar Geiges                          | deutscher Architekt und Bauunternehmer                                                                        | 73    |       |
| 3. Februar  | Kuroki Tamemoto                       | japanischer General                                                                                           | 78    |       |
| 3. Februar  | Émile Thomas                          | französischer Klassischer Philologe                                                                           | 79    |       |
| 3. Februar  | Josef Waida                           | polnisch-deutscher Geistlicher und Politiker, MdR, MdL                                                        | 73    |       |
| 4. Februar  | Fushimi Sadanaru                      | General der kaiserlich japanischen Armee, Mitglied der japanischen Kaiserfamilie                              | 64    |       |
| 4. Februar  | Siegmund Günther                      | deutscher Geograf, Naturwissenschaftler und Politiker (DFP), MdR                                              | 74    |       |
| 4. Februar  | Charles Joseph O’Reilly               | US-amerikanischer katholischer Bischof                                                                        | 63    |       |
| 4. Februar  | Giuseppe Antonio Ermenegildo Prisco   | italienischer Geistlicher, Erzbischof von Neapel                                                              | 89    |       |
| 5. Februar  | Georg Ahsbahs                         | deutscher Pferdezüchter, Ökonomierat und Autor                                                                |       |       |
| 5. Februar  | Konrad Eubel                          | deutscher Franziskaner-Minorit und Historiker                                                                 | 81    |       |
| 5. Februar  | Friedrich Karl Gramsch                | deutscher Verwaltungsjurist im Königreich Preußen                                                             | 62    |       |
| 5. Februar  | Erich von Kielmansegg                 | österreichischer Beamter und Politiker                                                                        | 75    |       |
| 5. Februar  | Ernst Heinrich Peez                   | deutscher Reichsgerichtsrat                                                                                   | 76    |       |
| 5. Februar  | Grosvenor Thomas                      | australischer Maler des Spätimpressionismus                                                                   | ~66   |       |
| 5. Februar  | Albert Wittum                         | deutscher Politiker (NLP), MdR                                                                                | 78    |       |
| 5. Februar  | Leo Zimpel                            | österreichischer Graveur, Ziseleur und Stempelschneider und Medailleur                                        | 62    |       |
| 6. Februar  | Wyatt Aiken                           | US-amerikanischer Politiker                                                                                   | 59    |       |
| 6. Februar  | Edward Barnard                        | US-amerikanischer Astronom                                                                                    | 65    |       |
| 6. Februar  | Gerdt von Bassewitz                   | deutscher Schriftsteller und Schauspieler                                                                     | 45    |       |
| 6. Februar  | Fritz Claus                           | deutscher katholischer Priester in der Diözese Speyer sowie Schriftsteller, Pfälzer Mundartdichter und Sänger | 69    |       |
| 6. Februar  | Adolf Gelber                          | österreichischer Journalist und Schriftsteller                                                                | 66    |       |
| 6. Februar  | Friederike Grün                       | deutsche Opernsängerin (Sopran)                                                                               | 86    |       |
| 6. Februar  | Adolf Heyduk                          | tschechischer Dichter                                                                                         | 87    |       |
| 6. Februar  | Gustav A. Schneebeli                  | US-amerikanischer Politiker                                                                                   | 69    |       |
| 6. Februar  | Hugo Wittmann                         | deutsch-österreichischer Schriftsteller und Operettenautor                                                    | 83    |       |
| 7. Februar  | Adolf Schimmelpfeng                   | hessischer Politiker und Unternehmer                                                                          | 85    |       |
| 7. Februar  | Albert Vater                          | sozialdemokratischer Politiker und Mitbegründer der KPD in Magdeburg                                          | 63    |       |
| 8. Februar  | Bernard Bosanquet                     | englischer Philosoph                                                                                          | 74    |       |
| 8. Februar  | Ludwig Gümbel                         | deutscher Schiffsingenieur                                                                                    | 48    |       |
| 8. Februar  | Henry Z. Osborne                      | US-amerikanischer Politiker                                                                                   | 74    |       |
| 8. Februar  | Lilli Suburg                          | estnische Schriftstellerin                                                                                    | 81    |       |
| 9. Februar  | Otto Aulie                            | norwegischer Fußballspieler                                                                                   | 28    |       |
| 9. Februar  | George von Hoeßlin                    | deutscher Maler                                                                                               | 71    |       |
| 9. Februar  | Werner von Kalitsch                   | deutscher Landschafts- und Tier- und Jagdmaler, Gutsherr sowie Kammerherr                                     | 71    |       |
| 9. Februar  | Franz zu Solms-Rödelheim              | hessischer und preußischer Politiker und Gutsbesitzer                                                         | 58    |       |
| 10. Februar | Adolf von Eck                         | deutscher Notar                                                                                               | 62    |       |
| 10. Februar | Alfred Eppler                         | deutscher Mineraloge                                                                                          | 55    |       |
| 10. Februar | James A. Hemenway                     | US-amerikanischer Politiker                                                                                   | 62    |       |
| 10. Februar | Wilhelm Hohoff                        | deutscher Pfarrer und Sozialist                                                                               | 75    |       |
| 10. Februar | Max Oscheit                           | deutscher Komponist und Violinist                                                                             | 42    |       |
| 10. Februar | Wilhelm Conrad Röntgen                | deutscher Physiker                                                                                            | 77    |       |
| 10. Februar | Karl Friedrich Wimmenauer             | deutscher Forstwissenschaftler                                                                                | 78    |       |
| 10. Februar | Adalbert Wymann                       | Schweizer Politiker                                                                                           | 65    |       |
| 11. Februar | Joseph DeCamp                         | US-amerikanischer Maler                                                                                       | 64    |       |
| 11. Februar | Wilhelm Killing                       | deutscher Mathematiker                                                                                        | 75    |       |
| 11. Februar | Hans Looschen                         | deutscher Maler                                                                                               | 63    |       |
| 11. Februar | Helmuth von Maltzahn                  | deutscher Politiker, MdR und Oberpräsident der Provinz Pommern                                                | 83    |       |
| 11. Februar | Susannah Maxwell                      | US-amerikanische hochaltrige Person (Afroamerikanerin)                                                        | 117   |       |
| 11. Februar | William E. Tuttle                     | US-amerikanischer Politiker                                                                                   | 52    |       |
| 11. Februar | Fidelis Weiß                          | deutsche Franziskanerin und Mystikerin                                                                        | 40    |       |
| 12. Februar | Lucius Spengler                       | Schweizer Mediziner                                                                                           | 64    |       |
| 12. Februar | Robert Tigerstedt                     | finnischer Physiologe                                                                                         | 69    |       |
| 13. Februar | Arthur Budau                          | österreichischer Hydrotechniker und Hochschullehrer                                                           | 67    |       |
| 13. Februar | Alfred Friedmann                      | deutscher Schriftsteller und Übersetzer                                                                       | 77    |       |
| 13. Februar | Johann Löchner                        | deutscher Politiker (DDP)                                                                                     | 61    |       |
| 13. Februar | Frederick A. Powers                   | US-amerikanischer Richter und Politiker                                                                       | 67    |       |
| 13. Februar | Ewald Vogtherr                        | deutscher Politiker (SPD, USPD, DFG), MdR und Staatsminister für Justiz im Freistaat Braunschweig             | 63    |       |
| 14. Februar | Bartolomeo Bacilieri                  | italienischer Geistlicher, Bischof von Verona                                                                 | 80    |       |
| 14. Februar | Hartwig Franzen                       | deutscher Chemiker                                                                                            | 44    |       |
| 14. Februar | Gustavus Detlef Hinrichs              | holsteinisch, US-amerikanischer Chemiker                                                                      | 86    |       |
| 14. Februar | Adolf Kaegi                           | Schweizer Indologe und Gräzist                                                                                | 73    |       |
| 14. Februar | Emil Thomas                           | deutscher Klassischer Philologe                                                                               | 64    |       |
| 14. Februar | Karl Theodor Zingeler                 | deutscher Historiker und Archivar                                                                             | 77    |       |
| 15. Februar | Charles Clermont-Ganneau              | französischer Orientalist und Archäologe                                                                      | 76    |       |
| 15. Februar | Richard Fleitmann                     | deutscher Unternehmer und Politiker                                                                           | 62    |       |
| 15. Februar | Fritz Gressard                        | deutscher Unternehmer in der Textilindustrie und Kommunalpolitiker                                            | 83    |       |
| 15. Februar | Edmund Huyke                          | deutscher Reichsgerichtsrat                                                                                   | 58    |       |
| 15. Februar | Franz Loser                           | österreichischer Politiker, Landesrat und Landtagsabgeordneter von Vorarlberg                                 | 60    |       |
| 15. Februar | Heinrich Metzendorf                   | deutscher Steinmetz und Architekt                                                                             | 56    |       |
| 16. Februar | James Gow                             | britischer Schulleiter, Mathematikhistoriker und Altphilologe                                                 | 69    |       |
| 16. Februar | Laura Ormiston Chant                  | englisch-britische Sozialreformerin, Frauenrechtsaktivistin und Autorin                                       | 74    |       |
| 16. Februar | Thomas Charles Power                  | US-amerikanischer Politiker                                                                                   | 83    |       |
| 16. Februar | Johann Gottlieb Otto Tepper           | deutsch-australischer Entomologe                                                                              | 81    |       |
| 16. Februar | William J. White                      | US-amerikanischer Politiker (Republikanische Partei)                                                          | 72    |       |
| 17. Februar | Franz Birnecker                       | sozialdemokratischer Betriebsrat und Attentatsopfer                                                           |       |       |
| 17. Februar | August Crull                          | deutsch-amerikanischer lutherischer Theologe, Hochschullehrer und Schriftsteller                              | 78    |       |
| 17. Februar | Carl Jasper Oelrichs                  | deutscher Jurist und Bremer Senator                                                                           | 78    |       |
| 17. Februar | Leo Stracké                           | niederländischer Kupferstecher, Bildhauer und Restaurator                                                     | 71    |       |
| 18. Februar | Karl Baur                             | deutscher politischer Aktivist, Opfer eines Fememordes                                                        | 21    |       |
| 18. Februar | Henry Brougham                        | britischer Racketsspieler                                                                                     | 33    |       |
| 18. Februar | Giovanni Dattari                      | italienischer Numismatiker                                                                                    | 69    |       |
| 18. Februar | Friedrich Hammer                      | deutscher Politiker (DNVP), MdR                                                                               | 62    |       |
| 18. Februar | Platon Alexejewitsch Letschizki       | russischer General                                                                                            | 66    |       |
| 18. Februar | Alois Rašín                           | tschechoslowakischer Jurist, Politiker, Ökonom und Finanzminister                                             | 55    |       |
| 18. Februar | John Trowbridge                       | US-amerikanischer Physiker                                                                                    | 79    |       |
| 19. Februar | Adelard Archambault                   | US-amerikanischer Politiker                                                                                   | 62    |       |
| 19. Februar | Gerónimo Giménez y Bellido            | spanischer Violinist und Komponist                                                                            | 68    |       |
| 19. Februar | Thérèse Glaesener-Hartmann            | luxemburgische Porträt- und Stilllebenmalerin                                                                 | 64    |       |
| 19. Februar | Jean Lecomte du Nouÿ                  | französischer Historienmaler und Bildhauer                                                                    | 80    |       |
| 19. Februar | Henning Oldekop                       | deutscher Gutsbesitzer und Topograph                                                                          | 76    |       |
| 19. Februar | Josef Pembaur der Ältere              | österreichischer Musiker                                                                                      | 74    |       |
| 19. Februar | Ivan Tavčar                           | slowenischer Anwalt, Politiker und Autor                                                                      | 71    |       |
| 20. Februar | David Ammann                          | schweizamerikanischer Autor, Verleger und Begründer der Mazdaznan-Bewegung in Europa                          | 67    |       |
| 20. Februar | Hermann von Giehrl                    | deutscher Offizier und Militärschriftsteller                                                                  | 45    |       |
| 21. Februar | Khama III.                            | Herrscher der Bamangwato                                                                                      |       |       |
| 21. Februar | Erwin Rosen                           | deutscher Journalist und Schriftsteller                                                                       | 46    |       |
| 21. Februar | Eduard Wüstenfeld                     | deutscher Reichsgerichtsrat                                                                                   | 91    |       |
| 22. Februar | Damdiny Süchbaatar                    | mongolischer Revolutionär und Nationalheld                                                                    | 30    |       |
| 22. Februar | Théophile Delcassé                    | Staatsmann der französischen Dritten Republik                                                                 | 70    |       |
| 22. Februar | John Jenkins                          | australischer Politiker, Premier von South Australia                                                          | 71    |       |
| 22. Februar | Marie Elisabeth von Sachsen-Meiningen | deutsche Adelige, Prinzessin von Sachsen-Meiningen und Komponistin                                            | 69    |       |
| 22. Februar | Grga Tuškan                           | Anwalt und kroatischer Politiker im damaligen Österreich-Ungarn                                               |       |       |
| 23. Februar | Félix Fourdrain                       | französischer Organist und Komponist                                                                          | 43    |       |
| 23. Februar | Harold Humby                          | britischer Sportschütze                                                                                       | 43    |       |
| 23. Februar | Ulrich von Oertzen                    | deutscher Gutsbesitzer, Landrat und Politiker, MdR                                                            | 82    |       |
| 23. Februar | Charlemagne Tower, Jr.                | US-amerikanischer Unternehmer und Diplomat                                                                    | 74    |       |
| 24. Februar | Seth W. Brown                         | US-amerikanischer Politiker                                                                                   | 82    |       |
| 24. Februar | Edward W. Morley                      | US-amerikanischer Chemiker                                                                                    | 85    |       |
| 24. Februar | Frank Thomas Shaw                     | US-amerikanischer Politiker                                                                                   | 81    |       |
| 24. Februar | Heinrich Yorck von Wartenburg         | preußischer Großgrundbesitzer und Politiker                                                                   | 61    |       |
| 26. Februar | Michael Ernst Bär                     | deutscher Unternehmer, Kaufmann und freisinniger Politiker, MdL (Königreich Sachsen)                          | 67    |       |
| 26. Februar | Emanuel August Merck                  | deutscher Unternehmer                                                                                         | 67    |       |
| 26. Februar | George Clement Perkins                | US-amerikanischer Politiker                                                                                   | 83    |       |
| 26. Februar | Adolf Williard                        | deutscher Architekt und Baubeamter, Vorstand des (katholischen) Erzbischöflichen Bauamts in Karlsruhe         | 90    |       |
| 26. Februar | Georg von Wolfram                     | deutscher Politiker, Oberbürgermeister der Stadt Augsburg                                                     | 72    |       |
| 27. Februar | Ludolf Udo von Alvensleben            | deutscher Gutsbesitzer, Kreisdeputierter und preußischer Politiker                                            | 71    |       |
| 27. Februar | Joseph R. Burton                      | US-amerikanischer Politiker                                                                                   | 70    |       |
| 27. Februar | Giuseppe Mor                          | italienischer Schriftsteller                                                                                  | 69    |       |
| 27. Februar | Frederick Robert St John              | britischer Botschafter                                                                                        | 91    |       |
| 27. Februar | Charles Francis Abdy Williams         | britischer Organist, Violinist, Musikwissenschaftler und Musikschriftsteller                                  | 67    |       |
| 28. Februar | François Flameng                      | französischer Maler                                                                                           | 66    |       |
| 28. Februar | Leo Funck                             | deutscher Ingenieur und Erfinder                                                                              | 86    |       |
| 28. Februar | Erich Joachim                         | deutscher Archivar                                                                                            | 71    |       |
| 28. Februar | Hugo Licht                            | deutscher Architekt und kommunaler Baubeamter                                                                 | 82    |       |
|             | Carl Dalmonico                        | österreichischer Schauspieler, Theaterregisseur, Autor und Übersetzer                                         | 72    |       |

## März
| Tag      | Name                                      | Beruf, bekannt als | Alter | Beleg |
| -------- | ----------------------------------------- | --- | ----- | ----- |
| 1. März  | Heinrich Bank                             | deutsch-böhmischer Historienmaler | 88    |       |
| 1. März  | Ruy Barbosa                               | brasilianischer Schriftsteller, Jurist und Politiker                                                                                 | 73    |       |
| 1. März  | William Bourke Cockran                    | US-amerikanischer Politiker | 69    |       |
| 1. März  | Paul von Eisenhart-Rothe                  | preußischer Provinzialbeamter und Landwirtschaftsminister                                                                            | 65    |       |
| 1. März  | George F. Richardson                      | US-amerikanischer Politiker | 72    |       |
| 1. März  | Harold Arthur Stuart                      | britischer Beamter in Indien und Plebiszitkommissar der Interalliierten Regierungs- und Plebiszitkommission für Oberschlesien (1921) | 62    |       |
| 2. März  | Hermann Beck                              | deutscher Richter | 59    |       |
| 2. März  | Julius Fischer                            | Gründer des Apostelamtes Juda | 55    |       |
| 2. März  | William Harrison Graham                   | US-amerikanischer Politiker | 78    |       |
| 2. März  | Joseph Martin                             | kanadischer Politiker, Mitglied des House of Commons, Lehrer, Rechtsanwalt und Journalist                                            | 70    |       |
| 3. März  | Hugo Richard Jüngst                       | deutscher Komponist | 70    |       |
| 3. März  | Karl Adolf Lorenz                         | deutscher Dirigent, Komponist und Musikpädagoge                                                                                      | 85    |       |
| 3. März  | Robert Scheibe                            | deutscher Geologe und Mineraloge, Hochschullehrer und Geheimer Bergrat                                                               | 63    |       |
| 4. März  | Alexander Michailowitsch Opekuschin       | russischer Bildhauer | 84    |       |
| 4. März  | Heinrich Botho Scheube                    | deutscher Mediziner, Hochschullehrer, Ainu-Forscher                                                                                  | 69    |       |
| 5. März  | Dora Pejačević                            | jugoslawische Komponistin | 37    |       |
| 5. März  | Ulrich von Schack                         | mecklenburgischer Rittergutsbesitzer und Landrat                                                                                     | 69    |       |
| 5. März  | Arthur Friedrich Stieler von Heydekampf   | preußischer Generalleutnant | 82    |       |
| 6. März  | Wilhelm Mayer                             | deutscher Politiker (Zentrum, BVP), MdR                                                                                              | 48    |       |
| 6. März  | Jakob Arnold von Salis                    | Schweizer evangelisch-reformierter Theologe, Dichter und Historiker                                                                  | 75    |       |
| 6. März  | Robert Windsor-Clive, 1. Earl of Plymouth | britischer Offizier und Politiker der Conservative Party, Mitglied des House of Commons und Peer                                     | 65    |       |
| 7. März  | Wilhelm Heinrich Breidenbach              | deutscher Landwirt, Kreistagsabgeordneter und Gemeindevorsteher in Wiesdorf                                                          | 90    |       |
| 7. März  | Jean-Auguste Eyssautier                   | französischer römisch-katholischer Geistlicher und Bischof von La Rochelle                                                           | 78    |       |
| 7. März  | Ewald Horn                                | deutscher Botaniker, Pädagoge und Universitätshistoriker                                                                             | 67    |       |
| 8. März  | Krišjānis Barons                          | lettischer Volkskundler, Schriftsteller und Herausgeber                                                                              | 87    |       |
| 8. März  | Emil Hannover                             | dänischer Bibliothekar, Kunsthistoriker, Autor und Museumsdirektor                                                                   | 58    |       |
| 8. März  | Martin Lipp                               | estnischer Pastor und Lyriker | 68    |       |
| 8. März  | John A. McMahon                           | US-amerikanischer Politiker | 90    |       |
| 8. März  | Norah Royds                               | britische Künstlerin und Mäzenin | 63    |       |
| 8. März  | Ernst Leopold Salkowski                   | deutscher Biochemiker | 78    |       |
| 8. März  | Johannes Diderik van der Waals            | niederländischer Physiker, Nobelpreis 1910                                                                                           | 85    |       |
| 9. März  | Franz Gröppel                             | deutscher Unternehmer | 67    |       |
| 9. März  | Wilhelm Heinrich Roscher                  | deutscher Altphilologe und Gymnasiallehrer                                                                                           | 78    |       |
| 10. März | William Douglass                          | englischer Ingenieur | 92    |       |
| 10. März | Johann Hauptfleisch                       | österreichischer Techniker und Pädagoge                                                                                              | 76    |       |
| 10. März | Horace Wadham Nicholl                     | britischer Organist und Komponist | 74    |       |
| 10. März | Salvador Seguí                            | spanischer Anarchist | 36    |       |
| 10. März | Basílio Teles                             | portugiesischer Politiker | 57    |       |
| 10. März | Coelestin Vivell                          | deutscher Benediktiner und Musikforscher                                                                                             | 76    |       |
| 11. März | Karl von Müller                           | deutscher Kapitän zur See, Kommandant des Kleinen Kreuzers Emden                                                                     | 49    |       |
| 11. März | Max Predöhl                               | deutscher Jurist, Hamburger Senator und Bürgermeister                                                                                | 68    |       |
| 11. März | Julia da Silva-Bruhns                     | Mutter von Thomas und Heinrich Mann                                                                                                  | 71    |       |
| 12. März | Giuseppe Felici                           | italienischer Fotograf |       |       |
| 12. März | William Johnson Stone                     | US-amerikanischer Politiker | 81    |       |
| 13. März | Anton Schittenhelm                        | österreichischer Opernsänger | 74    |       |
| 13. März | Henri Suykens                             | belgischer Genremalerei der Düsseldorfer Schule                                                                                      | 68    |       |
| 14. März | Samuel Maharero                           | Kaptein der Herero und Anführer des antikolonialen Widerstandskampfes                                                                |       |       |
| 14. März | Petro Stebnyzkyj                          | ukrainischer Politiker, Schriftsteller, Journalist und Publizist                                                                     | 60    |       |
| 14. März | Fritz Stüssi                              | Schweizer Komponist, Organist und Dirigent                                                                                           | 48    |       |
| 14. März | Natale Tommasi                            | österreichisch-italienischer Architekt                                                                                               | 69    |       |
| 14. März | Paul von Wiedebach und Nostitz-Jänkendorf | deutscher Gutsbesitzer, Beamter und Politiker                                                                                        | 74    |       |
| 15. März | Wladimir Iwanowitsch Bauman               | russischer Geologe, Markscheider und Hochschullehrer                                                                                 | 55    |       |
| 15. März | Paul von Bockshammer                      | deutscher Jurist und Politiker | 88    |       |
| 15. März | Henry Creasey                             | britischer Sportschütze |       |       |
| 15. März | Carl Parcus                               | Bankier und Landtagsabgeordneter Großherzogtum Hessen                                                                                | 73    |       |
| 15. März | Emanuel Raffeiner                         | österreichischer Maler | 41    |       |
| 15. März | Josef Victor Rohon                        | rumänischer Neuroanatom und Paläontologe                                                                                             | 77    |       |
| 15. März | Friedrich Vogel                           | österreichischer Jurist und Politiker                                                                                                | 60    |       |
| 16. März | August Göllerich                          | österreichischer Pianist, Dirigent und Musikschriftsteller                                                                           | 63    |       |
| 16. März | Alexander Nikolajewitsch Lodygin          | russischer Elektroingenieur | 75    |       |
| 16. März | Friedrich Lüthi                           | Schweizer Sportschütze | 62    |       |
| 16. März | William Milne                             | britischer Sportschütze | 70    |       |
| 16. März | Milena von Montenegro                     | durch Heirat Fürstin und Königin von Montenegro                                                                                      | 75    |       |
| 16. März | Stephan Rössler                           | österreichischer Geistlicher | 80    |       |
| 16. März | Georg Sturm                               | österreichischer Dekorationsmaler | 67    |       |
| 17. März | Gottlob Honold                            | deutscher Ingenieur, Motorenbauer und Erfinder                                                                                       | 46    |       |
| 17. März | Ole Mørch                                 | grönländischer Katechet und Landesrat                                                                                                | 55    |       |
| 18. März | Gottfried August Neumann-St. George       | deutsch-schweizerischer Landschaftsmaler, Figurenmaler und Stilllebenmaler der Düsseldorfer Schule                                   | 53    |       |
| 18. März | Richard Pick                              | deutscher Historiker und Archivar | 82    |       |
| 19. März | Archibald Meserole Bliss                  | US-amerikanischer Politiker | 85    |       |
| 19. März | Konrad von Hausmann                       | preußischer General der Kavallerie                                                                                                   | 70    |       |
| 19. März | Julius Meurer                             | deutsch-österreichischer Bergsteiger, Publizist                                                                                      | 85    |       |
| 19. März | Kuno von Moltke                           | preußischer Generalleutnant, Flügeladjutant Kaiser Wilhelms II.                                                                      | 75    |       |
| 19. März | Johann Karl Proksch                       | österreichischer Arzt und Medizinhistoriker                                                                                          | 83    |       |
| 19. März | Paul Wagler                               | deutscher Klassischer Philologe und Gymnasiallehrer                                                                                  | 61    |       |
| 19. März | Carl Wenzel Zajicek                       | österreichischer Maler | 63    |       |
| 20. März | Józef Bilczewski                          | römisch-katholischer Erzbischof | 62    |       |
| 20. März | Fredrik Herman Rikard Kleen               | schwedischer Jurist, Diplomat und Autor                                                                                              | 82    |       |
| 20. März | Rudolph von Koch                          | deutscher Bankmanager | 75    |       |
| 20. März | Henry Edward Krehbiel                     | US-amerikanischer Musikkritiker und Musikwissenschaftler                                                                             | 69    |       |
| 20. März | Theodor Scheffauer                        | österreichischer Politiker (CSP), Abgeordneter zum Nationalrat                                                                       | 44    |       |
| 21. März | Hermann Cuno                              | deutscher Kaufmann und Politiker (DVP), MdR                                                                                          | 65    |       |
| 22. März | Benjamin Williams Leader                  | englischer Landschaftsmaler | 92    |       |
| 22. März | Ernst Röver                               | deutscher Orgelbauer | 65    |       |
| 23. März | Armen Garo                                | osmanisch-armenischer Diplomat, Politiker und Freiheitskämpfer                                                                       | 51    |       |
| 23. März | Ludwig Vincent Holzmaister                | US-amerikanischer Fabrikant und Mäzen                                                                                                | 73    |       |
| 23. März | Dimitrie Onciul                           | rumänischer Historiker | 66    |       |
| 23. März | Johann Schmirl                            | österreichischer Politiker (SPÖ), Landtagsabgeordneter                                                                               | 41    |       |
| 23. März | Howhannes Tumanjan                        | armenischer Dichter | 54    |       |
| 24. März | Carl Braig                                | deutscher katholischer Theologe und Philosoph                                                                                        | 71    |       |
| 24. März | Frowin Conrad                             | Priester, Benediktiner und 1. Abt von Conception                                                                                     | 89    |       |
| 24. März | Ellen Franz                               | deutsche Pianistin, Schauspielerin und Ausbilderin von Theater-Eleven                                                                | 83    |       |
| 24. März | Gregor Kletzenbauer                       | österreichischer Politiker (DnP), Abgeordneter zum Nationalrat                                                                       | 68    |       |
| 24. März | Samuel D. Nicholson                       | US-amerikanischer Politiker | 64    |       |
| 24. März | Heinrich Stuckenbrock                     | Landtagsabgeordneter Waldeck | 47    |       |
| 25. März | Julius Ehrentraut                         | deutscher Maler | 81    |       |
| 25. März | Charles Immanuel Forsyth Major            | Schweizer Zoologe sowie Paläontologe                                                                                                 | 79    |       |
| 25. März | Georg Wilhelm Hofmann                     | deutscher Reichsgerichtsrat | 76    |       |
| 25. März | Gustav Köhler                             | deutscher Berginspektor und Direktor der Bergakademie Clausthal                                                                      | 83    |       |
| 25. März | Hermine Proschko                          | österreichische Schriftstellerin und Herausgeberin                                                                                   | 71    |       |
| 26. März | Sarah Bernhardt                           | französische Schauspielerin | 78    |       |
| 26. März | Ernst Carlebach                           | deutscher Buchhändler, Antiquar | 84    |       |
| 26. März | Ferdinand Dehm                            | österreichischer Architekt und Politiker, Landtagsabgeordneter                                                                       | 76    |       |
| 26. März | Nora Kinsky                               | österreichische Adlige, Rot-Kreuz-Mitarbeiterin im Ersten Weltkrieg                                                                  | 34    |       |
| 26. März | Josef Pflanzl                             | österreichischer Politiker (GDVP), Mitglied des Bundesrates                                                                          | 43    |       |
| 27. März | James Dewar                               | schottischer Physiker und Chemiker                                                                                                   | 80    |       |
| 27. März | Ernst Reiterer                            | österreichischer Operettenkomponist                                                                                                  | 71    |       |
| 27. März | John R. Tyson                             | US-amerikanischer Jurist und Politiker                                                                                               | 66    |       |
| 28. März | Charles Hubbard                           | US-amerikanischer Bogenschütze | 73    |       |
| 28. März | Josef Zaunegger                           | österreichischer Apotheker und Politiker (CS), Landtagsabgeordneter, Abgeordneter zum Nationalrat                                    | 72    |       |
| 29. März | Michael Baerst                            | deutscher Landwirt und Landtagsabgeordneter                                                                                          | 66    |       |
| 30. März | Amandus Acker                             | elsässischer katholischer Missions- und Kolonialpionier und Wiederbegründer der deutschen Spiritanerprovinz                          | 74    |       |
| 30. März | Franz Grabe                               | deutscher Kaufmann und Autor | 80    |       |
| 30. März | Giovanni Dazzoni                          | Schweizer Jurist und Politiker | 71    |       |
| 30. März | Edward Willet Dorland Holway              | US-amerikanischer Banker und Botaniker                                                                                               |       |       |
| 30. März | John M. C. Smith                          | US-amerikanischer Politiker | 70    |       |
| 30. März | Franz Wachter                             | deutscher Historiker und Archivar | 70    |       |
| 31. März | Max Immelmann                             | deutscher Arzt und Radiologe | 58    |       |
| 31. März | John Brewer Wright                        | US-amerikanischer Politiker | 70    |       |
|          | Leopold Weiß                              | österreichischer Schriftsetzer |       |       |